# Giulio Chiesa
Giulio Chiesa (né le 23 avril 1928 à La Spezia, mort le 14 juillet 2010 à Rome) est un athlète italien, spécialiste du saut à la perche.
Il remporte le titre lors des Jeux méditerranéens de 1955.